# Фифи Д’Орсей
Фифи Д’Орсей (англ. Fifi D'Orsay; 16 апреля 1904, Монреаль, Квебек — 2 декабря 1983, Вудленд-Хиллз, Калифорния) — американская актриса водевилей, кино и телевидения, меньше известна как театральная актриса; певица.

## Биография
Мари-Роуз Анжелина Ивонна Люсье (настоящее имя актрисы) родилась 16 апреля 1904 года в городе Монреаль (провинция Квебек, Канада). Её отец был почтовым служащим; у девочки была огромная семья — одиннадцать братьев и сестёр. Окончила малоизвестный вуз «Академия Святейшего Сердца» в родном городе, затем начала работать секретаршей, машинисткой и стенографисткой. Однако вскоре, одержимая желанием стать артисткой, бросила работу и переехала в Нью-Йорк. Её взяли на одну из ролей в музыкальном ревю «Безумства Гринвич-Виллидж» — на прослушивании она исполнила новелти-песню Yes! We Have No Bananas на французском языке. Режиссёру она солгала, что из Парижа, играла в «Фоли-Бержер». Впечатлённый режиссёр взял её к себе в труппу, дав девушке сценический псевдоним Мадемуазель Фифи.
Через некоторое время Фифи познакомилась артистом водевилей Эдом Галлахером. Они вместе поставили водевиль-пьесу, он обучал девушку искусству шоу-бизнеса. После достаточно успешного тура с этим водевилем, Фифи приехала в Голливуд, добавив к своему новому имени фамилию Д’Орсей (в честь своих любимых французских духов). С 1929 года начала сниматься в кино, основной актёрский образ — «озорная француженка» из «весёлого Парижа», «сумасбродная кокетка с французским акцентом».
В 1936 году получила гражданство США. Примерно в это же время она расторгла контракт с Fox Studios и поэтому попала в «чёрный список», и карьера актрисы заметно пошла на спад.
Кинозвездой Фифи так и не стала, в течение многих лет она работала как в кино, так и в водевилях, чередуя свои появления на экране с выступлениями на сцене. С годами «гламурные роли» актрисе стали предлагать всё реже, с 1953 года она стала сниматься преимущественно в телесериалах, в гостевых ролях на 1-2 эпизода.
В 1971—1972 годах на протяжении 15 месяцев исполняла роль Соланж ЛаФите в бродвейской постановке «Варьете».
Фифи Д’Орсей скончалась 2 декабря 1983 года в «сельском доме-больнице» Фонда кино и телевидения в районе Вудленд-Хиллз города Лос-Анджелес от рака. Похоронена на кладбище «Лесная поляна».

### Личная жизнь
Фифи Д’Орсей была замужем дважды:
- Морис Хилл (также известный как Эрл Хилл, Мори Хилл и Морган Хилл), сын чикагского промышленника. Брак был заключён 6 декабря 1933 года, в 1939 году последовал развод[3].
- Питер ЛаРикос, ресторатор и агент. Брак был заключён 21 марта 1947 года, 8 сентября 1952 года последовал развод[3].

## Избранная фильмография

### Широкий экран
- 1929 — Они должны были увидеть Париж[англ.] / They Had to See Paris — Фифи
- 1929 — Жарковато для Парижа[англ.] / Hot for Paris — Фифи Дюпре
- 1930 — Женщины повсюду[англ.] / Women Everywhere — Лили Ла Флёр
- 1930 — Те три француженки[англ.] / Those Three French Girls — Шармен
- 1931 — Украденные драгоценности / The Stolen Jools — в роли самой себя
- 1931 — Женщины всех наций[англ.] / Women of All Nations — Фифи (в титрах не указана)
- 1933 — Жизнь Джимми Долана[англ.] / The Life of Jimmy Dolan — «Волнистый попугайчик»
- 1933 — По дороге в Голливуд[англ.] / Going Hollywood — Лили Ивонна
- 1934 — Бар удивлений[англ.] / Wonder Bar — Митци
- 1934 — Весёлая вдова / The Merry Widow — Марсель (во франкоязычной версии)
- 1944 — Набонга[англ.] / Nabonga — Мари
- 1944 — Провинившиеся дочери[англ.] / Delinquent Daughters — Мими
- 1947 — Гангстер / The Gangster — миссис Остроленг
- 1962 — Четыре всадника Апокалипсиса / The Four Horsemen of the Apocalypse — заключённая-француженка (в титрах не указана)
- 1964 — Неукротимый и прекрасный[англ.] / Wild and Wonderful — Симона
- 1964 — Так держать![англ.] / What a Way to Go! — баронесса
- 1965 — Искусство любви[англ.] / The Art of Love — Фанни

### Телевидение
- 1960—1961 — Приключения в раю[англ.] / Adventures in Paradise — разные роли (в 2 эпизодах)
- 1961 — Ревущие двадцатые[англ.] / The Roaring 20's — мадемуазель Пуату (в эпизоде The Vamp)
- 1961 — Театр General Electric[англ.] / General Electric Theater — Симона (в эпизоде Love Is a Lion's Roar)
- 1961 — Триллер[англ.] / Thriller — Туанетта (в эпизоде The Grim Reaper)
- 1961—1962 — Пит и Глэдис[англ.] / Pete and Gladys — разные роли (в 2 эпизодах)
- 1961, 1964 — Перри Мейсон / Perry Mason — разные роли (в 2 эпизодах)
- 1963 — В бою[англ.] / Combat! — мадемуазель Фуке (в эпизоде Reunion[англ.])
- 1963 — Бонанза / Bonanza — Бабетта (в эпизоде Calamity Over the Comstock[англ.])
- 1964 — Шоу Люси / The Lucy Show — мадам Фифи (в эпизоде Lucy Gets Amnesia[англ.])
- 1968 — Моя жена меня приворожила / Bewitched — мадам Вагье (в эпизоде It's So Nice to Have a Spouse Around the House)